# なにわのはにわ
「なにわのはにわ」は、日本の女性アイドルグループたこやきレインボーの2枚目のシングル。2014年3月19日にSTARDUST RECORDSから発売された。

## 概要
CDのみの2形態で発売。

## 収録曲

### 関西限定盤
CD
1. なにわのはにわ
作詞・作曲・編曲：前山田健一
2. レインボーレボリューション
作詞・作曲・編曲：hisakuni
3. ちゃんと走れ!!!!!!
作詞・作曲・編曲：浅利進吾

### 関ヶ原以西限定盤
CD
1. なにわのはにわ
2. レインボーレボリューション
3. めっちゃFUNK
作詞・作曲・編曲：浅利進吾

## リリース日一覧
| 地域 | リリース日    | レーベル         | 規格                 | カタログ番号                  |
| ---- | ------------- | ---------------- | -------------------- | ----------------------------- |
| 日本 | 2014年3月19日 | STARDUST RECORDS | マキシシングル（CD） | SDMC-0126（関西限定盤）       |
| 日本 | 2014年3月19日 | STARDUST RECORDS | マキシシングル（CD） | SDMC-0127（関ヶ原以西限定盤） |